# Улица Светлицкого
Улица Светлицкого (укр. Вулиця Світлицького) — улица в Подольском районе города Киева, местности Ветряные горы и Виноградарь. Пролегает от улицы Гамалиевская (Александра Бестужева) до улицы Василия Порика.
Примыкают улицы Байды-Вишневецкого (Осиповского), Чигиринская, Ивана Ижакевича, Краснопольская, переулки Быковский и Межевой, и проспект Свободы.

## История
Улица возникла в 1950-х годах. С 1957 года носила название переулок Осиповского, в честь российского математика XIX века Тимофея Осиповского. Современное название дано в честь советского украинского художника Григория Светлицкого — с 1961 года. В 1960-х годах улица продлена до проспекта Свободы, в 1970-е — до современных размеров.

## Застройка
Улица начинается с частного сектора, где дома не относятся к данной улице, затем переходит в застройку 5- и 9-этажных зданий хрущевок, после пересечения с проспектом Свободы идет нежилая застройка (гаражи и ныне офисы, где ранее был завод Эсмаш).

### Учреждения
- специализированная школа № 193 (№ 22)
- дошкольное учебное заведение № 518 (№ 24-Б)
- школа-интернат для глухих детей (№ 31/7)
- детская художественная школа № 4 (№ 26-Б)
- пожарная часть № 7 Подольского района (№ 37)